# Parc du Jura argovien
Le parc du Jura argovien, appelé en allemand Jurapark Aargau, est un parc d'importance nationale de Suisse, situé dans les cantons Argovie et de Soleure.

## Description
Le parc se situe au nord d'Aarau, entre l'Aar et le Rhin, principalement au nord-ouest du canton d'Argovie mais aussi à l’extrémité est du canton de Soleure. Il s'étend sur 244 km2 et culmine sur la crête est du Geissflue à environ 915 m d'altitude. Les sommets de la région dominent d'environ 350 m les vallées de l'Aar et du Rhin,.
Il se situe principalement sur le Jura tabulaire, entre Frick and Villigen, et déborde sur les dernières hauteurs du Jura plissé argovien. La région est constituée d’éléments paysager ruraux tel que haies, prairies maigres, vergers à tiges hautes et vignobles ainsi que de forêts de pins clairsemées, de prairies sèches et de steppes rocheuses. Il a été classé comme parc régional d'importance nationale en 2012.

## Sources
- (en) Cet article est partiellement ou en totalité issu de l’article de Wikipédia en anglais intitulé « Aargau Jura Park » (voir la liste des auteurs).